# Općina Makedonski Brod
Općina Makedonski Brod (makedonski: Македонски Брод) je jedna od 80 općina Sjeverne Makedonije koja se prostire na zapadu Sjeverne Makedonije. 
Upravno sjedište ove općine je gradić Makedonski Brod.

## Zemljopisne osobine
Makedonski Brod graniči s općinama: Želino, na sjeveru, Studeničani  i Sopište na sjeveroistoku, Čaška, i Dolneni na jugoistoku, Kruševo na jugu, Plasnica na jugozapadu, Kičevo na zapadu te Gostivar na sjeverozapadu.
Ukupna površina Općine Makedonski Brod je 888.97 km².

## Stanovništvo
Općina Makedonski Brod  ima 7 141 stanovnika. Po popisu stanovnika iz 2002. nacionalni sastav stanovnika u općini bio je sljedeći; .
- Makedonci  = 6,927
- Turci  = 181
- Srbi= 22
- ostali= 11

## Naselja u Općini Makedonski Brod
Ukupni broj naselja u općini je 51, od toga je 50 sela i samo jedan grad Makedonski Brod.
Sela: 
Belica, Benče, Bitovo, Blizansko, Brest, Breznica, Crešnevo, Devič, Dolni Manastirec, Dolno Botušje, Dolno Krušje, Dragov Dol, Drenovo, Gorni Manastirec, Gorno Botušje, Gorno Krušje, Grešnica, Ižište, Inče, Kalagurec, Kovač, Kovče, Kosovo, Krapa, Latovo, Lokvica, Lupište, Mogilec, Modrište, Oreovec, Ramne, Rasteš, Rusjaci, Samokov, Slansko, Slatina, Staro Selo, Suvodol, Sušica, Taževo, Tomino Selo, Topolnica, Trebino, Trebovlje, Vir, Volče, Zagrad, Zdunje, Zvečan, Zrkle
Gradovi: Makedonski Brod

## Pogledajte i ovo
- Makedonski Brod
- Sjeverna Makedonija
- Općine Sjeverne Makedonije

## Vanjske poveznice
- Službene stranice općine Makedonski Brod